# الألعاب الأولمبية الصيفية 1964
لأول مرة تقام دورة الألعاب الأولمبية في قارة آسيا عبر طوكيو التي شهدت الفصل المثير من العرض للألعاب خلال الفترة من 10 حتى 24 أكتوبر 1964 بمشاركة 5140 لاعبا ولاعبة (683 لاعبة) من 94 دولة تنافسوا في 163 لعبة ضمن 19 رياضة. وطردت جنوب أفريقيا لسياستها في التمييز العنصري، ودخلت رياضتا الجودو والكرة الطائرة لأول مرة بالبرنامج الأولمبي. وقد اليابان أنفقت ثلاثة مليارات دولار لتجديد طوكيو التي دمرتها الحرب العالمية الثانية، وحمل الشعلة الأولمبية نحو الوعاء الكبير يوشينوري ساكاي (19 عاما) الذي ولد يوم إلقاء القنبلة الذرية على هيروشيما.
في طوكيو لمعت الفضة على عنق العداء التونسي محمد القمودي في سباق 10 آلاف متر، والتونسي حبيب قلحية برونزية وزن خفيف الوسط في الملاكمة، وتألق الأمريكي بوب هايز في سباق الـ 100 متر، وحقق النيوزيلندي بيتر سنيل ثنائية 800 و 1500 متر وتوج آبيبي بيكيلا بطلا للمراثون مرة جديدة، وبرز السوفيتي فاليري بروميل في القفز العالي والأمريكي دون شونلاندر صاحب الذهبيات الأربع في السباحة والأسترالية دون فرايرز صاحبة ذهبية 100 متر حرة للمرة الثالثة على التوالي، وبكت اليابان عندما فاز الهولندي أنطون غيسينغ على الياباني أكيو كاميناغا في نهائي الجودو للوزن المفتوح.

## قائمة الميداليات
| ميداليات الألعاب الأولمبية الصيفية 1964 |                            |       |      |         |       |
| الترتيب                                 | الدولة                     | ذهبية | فضية | برونزية | مجموع |
| 1                                       | الولايات المتحدة الأمريكية | 36    | 26   | 28      | 90    |
| 2                                       | الإتحاد السوفيتي           | 30    | 31   | 35      | 96    |
| 3                                       | اليابان                    | 16    | 5    | 8       | 29    |
| 4                                       | ألمانيا                    | 10    | 22   | 18      | 50    |
| 5                                       | إيطاليا                    | 10    | 10   | 7       | 27    |
| 6                                       | المجر                      | 10    | 7    | 5       | 22    |
| 7                                       | بولندا                     | 7     | 6    | 710     | 23    |
| 8                                       | أستراليا                   | 6     | 2    | 10      | 18    |
| 9                                       | تشيكوسلوفاكيا              | 5     | 6    | 3       | 14    |
| 10                                      | المملكة المتحدة            | 4     | 12   | 2       | 18    |